# Comunità sorda
La comunità sorda è composta da persone accomunate da disabilità uditiva. Queste persone comunicano principalmente attraverso il linguaggio del corpo, utilizzando in particolare le mani.
Le persone appartenenti alla comunità sorda tendono a percepire la sordità come una differenza nell'esperienza umana piuttosto che come una disabilità o una malattia. Secondo uno studio del 2008, oltre 600.000 individui con disabilità uditiva si dichiarano orgogliosi della loro identità di sordi.

## Storia
In passato, sordità e mutismo erano considerati due patologie diverse, in quanto non se ne conosceva il legame.
Nel periodo dell'antica Roma, durante gli anni che corrisponderebbero al governo del primo leggendario re, Romolo, venne emanata una legge che autorizzava l'uccisione di bambini che presentassero deformazioni, come la sordità congenita.
Plinio il Vecchio, nel suo trattato Naturalis historia, fra le varie tematiche raccontava la vita del nipote del console romano Quinto Pedio, spiegando come il nipote del console non sapesse parlare e comunicasse solo con i segni.
Ai sordi vennero concessi diritti civili con la nascita dell'Impero Romano d'Oriente, nel 531 d.C.: con l'emanazione del Codice Giustiniano, infatti, le persone sorde acquisirono diritti civili a condizione che sapessero leggere e scrivere.
Con l'avvento dell'Umanesimo e, successivamente, dell'Illuminismo, i sordi iniziarono finalmente a beneficiare di un'educazione e istruzione adeguate. Durante il Secondo Congresso Internazionale sull'Educazione dei Sordomuti, tenutosi a Milano nel 1880, fu introdotto un nuovo metodo di insegnamento per i bambini sordi, che privilegiava l'oralismo rispetto al bilinguismo. Questa decisione portò a una risoluzione che vietava l'uso della lingua dei segni nelle scuole, sostenendo che l'educazione orale fosse superiore a quella manuale. Tuttavia, nel 2006, la situazione cambiò radicalmente con la scelta di promuovere l'insegnamento del bilinguismo, accompagnata da politiche mirate a migliorare la qualità della vita delle persone sorde.

## Definizione
Sulla base del mezzo comunicativo scelto, la comunità sorda può essere suddivisa in due categorie principali:
- Sordi oralisti: Questi individui non utilizzano la lingua dei segni e si affidano principalmente alla lettura labiale, essendo stati educati attraverso metodi oralisti. L'oralismo enfatizza l'importanza della comunicazione verbale e della lettura delle labbra, escludendo l'uso dei segni.
- Sordi segnanti: Questa categoria comprende coloro che utilizzano principalmente la lingua dei segni per comunicare, riconoscendo in essa un linguaggio naturale e completo.[17]

Inoltre, esistono sordi oralisti che, grazie all'uso di tecnologie avanzate come impianti cocleari e protesi acustiche, insieme a pratiche logopediche intensive e prolungate, riescono a sviluppare una significativa capacità di ascolto e di padronanza del linguaggio verbale. Questo permette loro di integrarsi pienamente nel mondo degli udenti.

## Identità sorda
L'identità sorda è un concetto atto a differenziare la sordità intesa come patologia e la sordità vista da un punto di vista culturale.

## Comunità
Il concetto moderno di comunità deriva dagli studi e dall'analisi sociologica di Ferdinand Tönnies, uno dei fondatori – insieme a Ludwig Stein e Max Weber – della Società tedesca di sociologia. Questa analisi è contenuta nel suo libro del 1887 intitolato Gemeinschaft und Gesellschaft ("Comunità e società"), in cui Tönnies contrappone e descrive i due termini, comunità e società. Il testo analizza la struttura tradizionale, familiare e "tribale", in evoluzione verso nuove forme sociali moderne e industriali, basate sul contratto o sullo scambio.

### Comunità sorde nel mondo
- Comunità sorda americana: presente nell'isola di Martha's Vineyard, parla la lingua dei segni di Martha's Vineyard, un dialetto della lingua dei segni americana.
- Comunità sorda indo-pakistana: situata nel villaggio di Dadhkai, nei pressi del Himalaya, utilizza la lingua dei segni himalayana, una variante della lingua dei segni indo-pakistana.[21]
- Comunità sorda catalana: presente in Catalogna, utilizza la lingua dei segni catalana, riconosciuta ufficialmente dalla Catalogna.
- Comunità sorda basca: situata nella comunità autonoma dei Paesi Baschi, utilizza la lingua dei segni basca, che non ha alcuna parentela con la segnologia iberica.

## Bandiera
La bandiera dell'orgoglio dei sordi (Deaf Flag) è stata adottata per la prima volta nel 2011 a Durban, in Sudafrica, in occasione del summit della World Federation of the Deaf.
Realizzata dall'artista Arnaud Balard, la bandiera si presenta in turchese-blu scuro con bordi gialli o dorati, raffigurando una mano, simbolo delle lingue dei segni e parte integrante della cultura sorda. Il colore turchese rappresenta le lingue dei segni, il blu scuro simboleggia l'umanità e il deafhood (cioè l'identità sorda), mentre il giallo rappresenta luce, speranza e illuminazione.
Arnaud Balard è nato sordo il 19 aprile 1971 a Tolosa, in Francia. La sua famiglia proviene da Rodez. Tra i tre e i sette anni, Arnaud visse separato dai suoi genitori, stabilendosi dalla zia a Tolosa per frequentare una scuola per sordi. Tornò poi dalla sua famiglia a Rodez per frequentare la scuola ordinaria, dall'età di sette fino ai diciotto anni. Successivamente studiò al Cours Morvan, alla Scuola di Belle Arti di Rennes e alla Scuola di Arti Visive a La Cambre. Nel 1999 scoprì di avere la sindrome di Usher, una condizione che causa una riduzione della vista definita "a tunnel". Nel luglio 2009 fondò il movimento Surdisme a Bruxelles e partecipò al Kentucky DeaFestival nel 2012.
Divenuta segno di riconoscimento per la comunità dei sordi, la bandiera è stata trasmessa negli Stati Uniti, in Italia, in Marocco e in Scozia. È stata anche utilizzata in diverse occasioni in edifici ufficiali francesi, come nel 2016 davanti al municipio di Montpellier e nel 2019 sulla facciata del municipio di Poitiers, all'Espace Tuilerie di Montchanin e sul piazzale del municipio di Massy.
Il 9 luglio 2023, in occasione del Congresso WFD, a Jeju, è stata scelta come bandiera ufficiale.

## Comunicazione e linguaggio
Lì dove le reti forniscono il canale fisico per la comunicazione visiva e non verbale, l'elemento fondamentale per lo sviluppo delle comunità tra sordi diventa l'utilizzo di un linguaggio comune, partendo dal piano semantico e arrivando allo sviluppo di una lingua condivisa. L'ampia diffusione della lingua dei segni in tempi recenti ha facilitato la creazione di comunità tra persone di diversa lingua madre.
Un ulteriore passo nell'estensione di un codice comune di interazione è stato quello di compensare l'assenza di comunicazione non verbale. È noto che una stessa frase, pronunciata con toni e mimiche differenti, possa assumere significati completamente diversi. L'uso dei segni si è espanso in vari contesti sin dagli esordi della storia umana. Negli anni Sessanta, William Stokoe affermò che l'American Sign Language è una vera e propria lingua, con strutture grammaticali e lessicali definite.
Infine, la diffusione di ambienti in cui la comunità sorda ha raggiunto un'eccellente efficienza nella comunicazione visiva e non verbale è fondamentale. Questo ha portato alla nascita di un sistema di dialetti delle lingue dei segni e a una serie di abbreviazioni, talvolta riservate agli addetti ai lavori, come gli interpreti della LIS o gli assistenti alla comunicazione.

### Nome-segno
Nella comunità sorda, le persone scelgono (o viene loro assegnato) un segno della Lingua dei Segni con cui identificarsi. Il nome-segno non è definitivo e può essere cambiato nel corso della vita.
Il nome-segno può derivare dal nome della persona e utilizzare la dattilologia (l’alfabeto manuale). Ad esempio, un ragazzo di nome Luca può scegliere come nome-segno la dattilologia della lettera “L”.
In alternativa, il nome-segno può essere scelto in base a una caratteristica fisica o caratteriale; ad esempio, se una persona ha gli occhi azzurri, il suo nome-segno potrebbe essere “azzurro”.
Infine, il nome-segno può anche riflettere il significato del proprio nome o cognome. Ad esempio, se una ragazza si chiama Stella, il suo nome-segno potrebbe essere direttamente il segno “stella”.

## Pregiudizio
Si ritiene che un uso eccessivo del bilinguismo possa essere considerato cattiva educazione, al punto da portare a una sorta di isolamento e a pregiudizi nei confronti del mondo udente.
Nella comunità sorda si manifestano due fenomeni negativi: la sordofobia e l'audismo. La sordofobia è una forma di avversione nei confronti dell'identità culturale sorda, mentre l'audismo rappresenta una forma di razzismo nel contesto udente. Questi atteggiamenti contribuiscono a perpetuare la marginalizzazione delle persone sorde e a ostacolare la loro piena integrazione nella società.

## Politica

### Associazionismo
Nella comunità sorda esistono diverse associazioni che si battono per i diritti umani, tra cui il riconoscimento delle lingue dei segni. A livello globale, alcune delle organizzazioni più significative includono la World Federation of the Deaf, fondata nel 1951, l'Ente Nazionale Sordi (ENS), istituito nel 1932 in Italia, la British Deaf Association, attiva dal 1890 in Inghilterra, e la Fédération Nationale des Sourds de France (FNSF), fondata nel 1897. Queste associazioni svolgono un ruolo cruciale nella promozione e difesa dei diritti delle persone sorde, lavorando per garantire l'accesso all'istruzione, ai servizi e alla partecipazione sociale.

#### Africa
- AUD - African Union of the Deaf[38]
- ABSA - Association Bouche des Sourds d’Afrique
- ADPRI - Association of the Deaf Persons of the Reunion Island
- ANASOCI - Association Nationale des Sourds de Cote d’Ivoire
- ANSB - Association Nationale des Sourds du Burundi
- ANSC - Association Nationale Des Sourds du Cameroon
- ANSCO - Association Nationale des Sourds du Congo
- ANSDAC - Association Nationale des Sourds et Deficients Auditifs du Congo
- ANSS - Association Nationale des Sourds du Senegal
- ASNB - Association Nationale des Sourds du Benin
- AST - Association des Sourds du Togo
- AVST - Association Voix du Sourd de Tunisie
- BAOD - Botswana Association of the Deaf
- DEAFSA - Deaf Federation of South Africa
- FNSA - Fédération Nationale des Sourds d’Algérie
- SANDA - South African National Deaf Association
- SLAD - Sierra Leone Association of the Deaf
- SNAD - Swaziland National Association of the Deaf
- SNSD - Sudanese National Society for the Deaf
- SONAD - Somali National Association of the Deaf
- TAD - Tanzania Association of the Deaf
- UNAD - Uganda National Association of the Deaf
- UNADABF - Union Nationale des Associations des Deficients Auditifs du Burkina Faso
- ZNAD - Zambia National Association of the Deaf
- ZIMNAD - Zimbabwe National Association of the Deaf

#### America

##### Argentina
- ASO - Asociación Argentina de Sordos
- CAS - Confederación Argentina de Sordos
- UAS - Unión Argentina de Sordomudos

Fonte: dal sito web

##### Brasile
- CBS - Confederação Brasileira de Surdos
- FENEIS - Federação Nacional de Educação e Integração dos Surdos
- ASSACRE - Associação de surdos do Acre
- ASAL - Associação de surdos do Alagoas
- ASAP - Associação de surdos do Estado do Amapá
- ASMAN - Associação dos Surdos de Manaus
- ASSAN - Associação dos Surdos de Santana
- CESAJU - Centro de Surdos de Aracaju
- ASP - Associação dos Surdos de Palmas

##### Canada
- CAD - Canadian Association of the Deaf
- AAD - Alberta Association of the Deaf
- BCAD - British Columbia Cultural Society of the Deaf
- PEIAD - Prince Edward Island Association of the Deaf
- MDA - Manitoba Deaf Association
- SDHHNS - Society of Deaf & Hard of Hearing Nova Scotians
- NBDHHS - New Brunswick Deaf and Hard of Hearing Services
- OAD - Ontario Association of the Deaf
- ASQ - Association des Sourds du Québec
- SDHHS - Saskatchewan Deaf and Hard of Hearing Services
- NLAD - Newfoundland and Labrador Association of the Deaf
- NDS - Nunavut Deaf Society
- YDC - Yukon Deaf Community

##### Stati Uniti
- NAD - National Association of the Deaf
- AAD - Alaska Association of the Deaf
- ALAD - Alabama Association of the Deaf
- ARAD - Arizona Association of the Deaf
- ARKAD - Arkansas Association of the Deaf
- CAD - California Association of the Deaf
- COAD - Colorado Association of the Deaf
- DAD - Delaware Association of the Deaf
- FAD - Florida Association of the Deaf
- GAD - Georgia Association of the Deaf
- HAD - Hawaii Association of the Deaf
- IDAD - Idaho Association of the Deaf
- IAD - Illinois Association of the Deaf
- INAD - Indiana Association of the Deaf
- IOAD - Iowa Association of the Deaf
- KAD - Kansas Association of the Deaf
- KEAD - Kentucky Association of the Deaf
- LAD - Louisiana Association of the Deaf
- MAD - Maine Association of the Deaf
- MARAD - Maryland Association of the Deaf
- MSAD - Massachusetts Association of the Deaf
- MIAD - Michigan Association of the Deaf
- MINAD - Minnesota Association of the Deaf
- MSSAD - Mississippi Association of the Deaf
- MSOAD - Missouri Association of the Deaf
- MONAD - Montana Association of the Deaf
- NCAD - North Carolina Association of the Deaf
- NDAD - North Dakota Association of the Deaf
- NEAD - Nevada Association of the Deaf
- NHAD - New Hampshire Association of the Deaf
- NJAD - New Jersey Association of the Deaf
- NMAD - New Mexico Association of the Deaf
- NYAD - New York Association of the Deaf
- OAD - Ohio Association of the Deaf
- OKAD - Oklahoma Association of the Deaf
- ORAD - Oregon Association of the Deaf
- PAD - Pennsylvania Association of the Deaf
- SCAD - South Carolina Association of the Deaf
- SDAD - South Dakota Association of the Deaf
- TAD - Tennessee Association of the Deaf
- TXAD - Texas Association of the Deaf
- UAD - Utah Association of the Deaf
- VAD - Vermont Association of the Deaf
- VIAD - Virginia Association of the Deaf
- WVAD - West Virginia Association of the Deaf
- WAD - Washington Association of the Deaf
- WYAD - Wyoming Association of the Deaf

#### Asia
- ADI - Association of the Deaf in Israel
- ADS - Armenian Deaf Society
- AIFD - All India Federation of the Deaf
- ANAD - Afghanistan National Association of the Deaf
- ARSD - All-Russian Society of the Deaf
- AzDS - Azerbaijan Deaf Society
- BNFD - Bangladesh National Federation of the Deaf
- CAD - China Association of the Deaf
- FAD - Fiji Association of the Deaf
- HKAD - Hong Kong Association of the Deaf
- HKSD - Hong Kong Society for the Deaf
- IAWD - Indonesian Association for the Welfare of the Deaf
- INCD - Iranian National Center of the Deaf
- JFD - Japanese Federation of the Deaf
- KAD - Korea Association of the Deaf
- KCD - Kuwait Club for the Deaf
- KSD - Kazakhstan Society of the Deaf
- LFD - Lebanese Federation of the Deaf
- MDA - Macau Deaf Association
- MFD - Malaysia Federation of the Deaf
- MNAD - Mongolian National Association of the Deaf
- NADI - National Association of the Deaf India
- NADT - National Association of the Deaf in Thailand
- NAD-Taiwan - National Association of the Deaf Taiwan
- NDFN - Nepal Deaf Federation
- PAD - Pakistan Association of the Deaf
- PFD - Philippine Federation of the Deaf
- PUD - Palestinian Union of the Deaf
- QCSCD - Qatari Center of Social Cultural for the Deaf
- SAD - Singapore Association for the Deaf
- SFSWD - Syrian Federation of Societies for the Welfare of the Deaf
- SLCFD - Sri Lanka Central Federation of the Deaf
- TSD - Tajik Society of the Deaf
- UAEDA - United Arab Emirates Deaf Association
- UDG - Union of the Deaf of Georgia
- USD - Uzbek Society of the Deaf

#### Europa
- EDSU - European Deaf Students Union
- EUD - European Union of the Deaf
- EUDY - European Union of the Deaf Youth

##### Italia
- AAPL - Associazione Audiolesi Problemi Linguaggio
- AFA - Associazione Famiglie Audiolesi
- AFAE - Associazione Famiglie Audiolesi Etnei
- AFIA - Associazione Famiglie Ipoacusici Abruzzesi
- AIES - Associazione italiana educatori dei sordi
- ALFA - Associazione Lombarda Famiglie Audiolesi
- ALI - Associazione Ligure Ipoudenti
- ANS - Associazione Nazionale Sordi
- APIC - Associazione Portatori Impianto Cocleare
- ASMB - Associazione Sordi Monza-Brianza
- ASC - Associazione Sordi Cinisello
- ASC - Associazione Sordi Cremaschi
- ASL - Associazione Sordi Lodigiani
- ASV - Associazione Sordi Veneto
- CGSI - Comitato Giovani Sordi Italiani
- EMSORDI - Emergenza Sordi APS
- ENS - Ente nazionale sordi
- FIADDA - Famiglie italiane associate per la difesa dei diritti degli audiolesi
- FIAS - Federazione Italiana Associazioni Sordi (dal 2018)
- MIDS - Movimento Italiano Diritti Sordi (ex MoSE)
- SP - Associazione SordaPicena

###### Associazioni storiche
- CIASS - Consorzio Inter Associati Sordi Siciliani
- FIAS - Federazione italiana delle associazioni fra i sordomuti (1920 - 1933)
- FNS - Federazione Nazionale Sordomuti
- MoSE - Movimento Sordi Eguaglianza (confluito in MIDS)
- USI - Unione Italiana Sordomuti

##### Francia
- FNSF - Fédération Nationale des Sourds de France

##### Svizzera
- FSS - SGB - Federazione svizzera dei sordi (in lingua tedesca Schweizer Gehörlosenverband; in lingua francese Fédération Suisse des Sourds; in lingua romancia organisaziun svizra de las sordesas)
- SSTS - Società silenziosa dei Ticinesi Sordi
- ASV - Associazione dei sordi vaudesi
- SSF - Società dei sordi di Friburgo
- SSG - Società dei sordi di Ginevra
- SSN - Società dei sordi di Neuchâtel
- SSJ - Società dei sordi di Giura

#### Oceania
- NZAD - New Zealand Association of the Deaf

##### Australia
- ANAD - Australian National Association of the Deaf
- NSWAD - New South Wales Association of the Deaf
- NTAD - North Territory Association of the Deaf
- QAD - Queensland Association of the Deaf
- SAAD - South Australia Association of the Deaf
- TAD - Tasmania Association of the Deaf
- WAAD - West Australia Association of the Deaf

## Istruzione ed educazione
L'istruzione nella comunità sorda si basa sull'insegnamento e sull'apprendimento attraverso la lingua dei segni, ed è rivolta all'educazione dei bambini sordi fin dalla nascita. In Africa, ad esempio, esiste una scuola per sordi a Borama, in Somalia.
La prima scuola per sordi fu fondata nel 1760 da Charles-Michel de l'Épée, presso l'Institut National de Jeunes Sourds de Paris. Da questa istituzione sono state create numerose altre scuole in vari paesi.
In Italia, la prima scuola per sordi venne istituita da Tommaso Silvestri nel 1784, dando vita all'Istituto Statale per Sordi di Roma, che è ancora attivo oggi.
Negli Stati Uniti, ogni stato dispone di almeno una scuola per sordi, con la Indiana School for the Deaf che è tra le più rinomate. L'unica università al mondo dedicata esclusivamente alla comunità sorda è l'Università Gallaudet, situata a Washington D.C. Inoltre, sia in Nuova Zelanda che in Finlandia esistono programmi scolastici e universitari specifici per i sordi.
Ad Haiti, l'unica scuola per sordi è gestita da suore vaticane.
L'educazione dei bambini sordi promuove il bilinguismo, ovvero l'acquisizione di una lingua vocale e di una lingua dei segni (in Italia, rispettivamente l'italiano e la Lingua dei Segni Italiana - LIS). A Cossato, ad esempio, esiste una scuola che offre un programma bilinguistico tra italiano e LIS. A livello universitario, corsi di Traduzione e Interpretariato in Lingua dei Segni Italiana sono disponibili presso diverse università italiane, tra cui l'Università Ca' Foscari di Venezia, l'Università degli Studi di Milano, l'Università degli Studi di Catania e l'Università La Sapienza di Roma.

## Economia
L'economia nella cultura sorda offre prodotti e servizi specifici per le persone sorde, tra cui: deafmovie, protesi acustiche, falegnameria e artigianato, con la costruzione di prodotti come le luci-sveglia (orologi digitali collegati a lampadine che vibrano o emettono intervalli di luce), ma soprattutto il teatro e gli spettacoli di integrazione socio-linguistica.

## Cultura
La cultura sorda si basa sui modi di vivere e comunicare delle persone sorde. Uno degli aspetti fondamentali è l'uso delle luci, che sostituiscono i campanelli (ovvero i suoni) e il richiamo di una persona, spesso realizzato tamburellando sui tavoli. Questo comportamento, che per alcuni udenti può apparire scortese, fa parte delle pratiche culturali sorde. Inoltre, le conversazioni tra sordi tendono ad avere una durata più lunga rispetto a quelle tra non sordi.
Quando si fa riferimento a una persona sorda, di solito si utilizza il nome-segno specifico per quell'individuo.
Numerosi film trattano temi legati alla comunità sorda. Ad esempio, Figli di un dio minore (1986), con Marlee Matlin nel ruolo principale, è un punto di riferimento nella cultura sorda. Un altro film significativo è Goodbye Mr. Holland (1995), che esplora il complesso rapporto tra un genitore, un maestro di musica, il figlio sordo e la moglie. Al contrario, in La famiglia Bélier, (2014) l'anomalia all'interno della famiglia è rappresentata dalla figlia adolescente non sorda. Molti di questi film presentano la lingua dei segni americana (ASL) e la lingua dei segni francese (LSF). Oltre al cinema, un'importante espressione teatrale della cultura sorda è l'International Visual Theatre.
Il film The Tribe (Plemya) (2014) è l'unico lungometraggio interamente realizzato con dialoghi in lingua dei segni ucraina ed è il primo nella storia del cinema a essere girato senza una sola parola. Negli Stati Uniti, l'espressione Deaf News si riferisce alla raccolta delle principali testate giornalistiche e fonti informative rivolte alla comunità sorda statunitense.

## Editoria
Nella comunità sorda esistono numerose testate , che la maggior parte sono di tipo vlog.
I più conosciuti sono H3world, The Daily Moth, ISH News, Deaf News.
In Italia, le prime testate online erano VlogSordi, OggiSordi e Sordionline. Oggi del tutto scomparse.

### Sordionline
Il giornale telematico venne creato nel 2002 da un'idea di Mario Parisella, del gruppo editoriale SordiOnLine, per dare informazioni sia alle persone sorde sia alle famiglie con dei figli nati alla sordità.
Ogni sezione era scritta da un gruppo di bloggers in ogni campo della politica, della tecnologia, della salute, della cultura linguistica, che collaborano con varie realtà sociali delle associazioni per sordi.
Nel 2025 viene sciolta la testata online per ragioni sconosciute.

## Sport
A livello internazionale esistono due organizzazioni: La International Committee of Sports for the Deaf (ICSD) fondata nel 1930 e la European Deaf Sport Organization (EDSO).
Ogni anno vengono organizzati i Giochi olimpici silenziosi, attraverso il Comitato Italiano Paralimpico e il Comitato Paralimpico Internazionale che si occupa dei giochi paralimpici.
Nel mondo del calcio esistono due federazioni: la Deaf International Football Association che è l'equivalente della FIFA ed il campionato europeo di calcio per i club per sordi, la Deaf Champions League.
Altre organizzazioni in Africa la Confederation of Africa Deaf Sports (CADS), per le Americhe la Pan American Organisation of the Sports of the Deaf (PAOSD),  per l'Oceania e Pacifico l'Asia Pacific Deaf Sports Confederation (APDSC).

### In Europa

#### In Italia
Nella comunità sorda esiste un'organizzazione dedicata allo sport, la Federazione Sport Sordi Italia (FSSI), fondata nel 1924, subito dopo le Deaflympics di Parigi. Prima della FSSI, esisteva la Federazione Italiana Sport Silenziosi, che fu sciolta nel 1996 a causa di disguidi tra il Comitato Italiano Paralimpico e la IPC. Oltre alla FSSI, è attivo anche il Comitato Italiano Sport Sordomuti (CISS). Il fondatore della FSSI fu Francesco Rubino, che ne rimase a capo dal 1949 al 1975.
Attualmente, ci sono squadre che partecipano sia ai campionati con udenti sia a quelli organizzati dalla FSSI.
L'ASD Teate 88 ENS Chieti e la Deaf SPQR C5 sono tra le principali squadre di calcio a 5 per sordi. Esiste anche la Lega Italiana Pallacanestro Sordi, che raggruppa tutte le squadre di basket italiane e internazionali, inclusa la Deaf International Basketball Federation. Tra i cestisti famosi si annoverano lo statunitense Lance Allred e lo sloveno Miha Zupan.